# サラ・ジョセファ・ヘイル
サラ・ジョセファ・ヘイル（英: Sarah Josepha Hale、1788年10月24日 - 1879年4月30日）は、アメリカ合衆国ニューハンプシャー州生まれの詩人、小説家、編集者である。童謡『メリーさんのひつじ』の作詞者として知られている。感謝祭をアメリカ合衆国の祝日とする運動を行ったこと、バンカーヒル記念塔の完成に向けた運動を行ったことでも有名である。

## 生い立ちと家族
サラ・ジョセファ・ヘイルは、生まれた時の名がサラ・ジョセファ・ビューエルであり、1788年10月24日にニューハンプシャー州ニューポートで生まれた。父はゴードン・ビューエル大尉、母はマーサ・ウィットルセイだった。両親ともに男女平等な教育が必要と考えていた。サラは家庭内で母と兄のホレイショ（ダートマス大学に通っていた）の教育を受け、それ以外は独学だった。
サラは成長して、地元の学校教師になった。1811年、父がニューポートでライジング・サンと呼ぶ酒場を開いた。同年、サラは弁護士のデイビッド・ヘイルと出逢った。この二人は1813年10月23日にライジング・サンで結婚した。夫妻には5人の子供が生まれた。デイビッド（1815年生）、ホレイショ（1817年生）、フランシス（1819年生）、サラ（1820年生）、ウィリアム（1822年生）だった。夫のデイビッド・ヘイルは1822年に死亡し、サラは残りの人生を、永遠の喪の印として黒服を着て過ごした。

## 作家
1823年、夫が所属していたフリーメイソン支部からの財政的支援があり、『忘却の天才』と題した詩集を出版した。

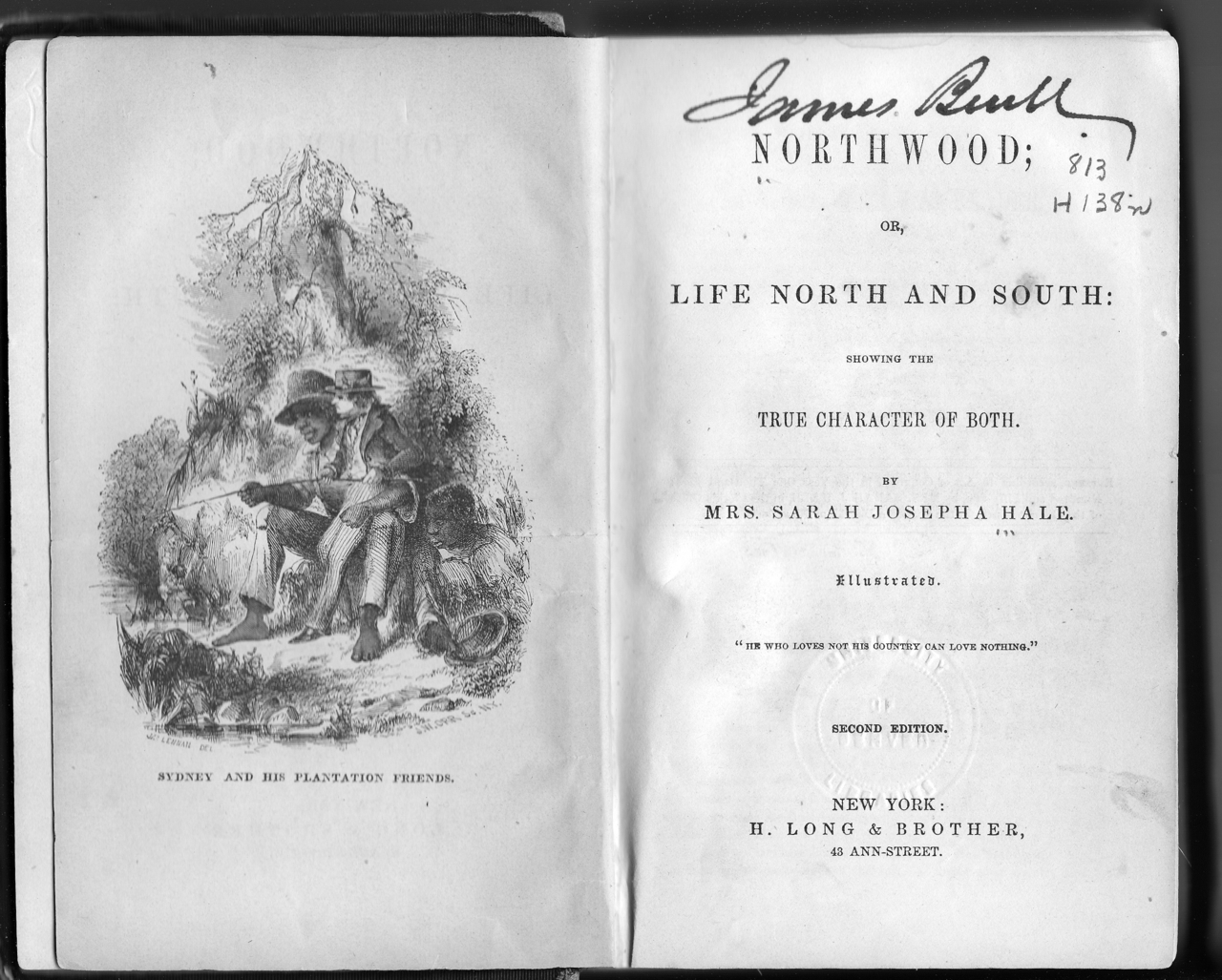
『ノースウッド: 北と南の生活』、1852年

それから4年後の1827年、最初の小説が、アメリカ合衆国では『ノースウッド: 北と南の生活』という題で、ロンドンでは『ニューイングランドの話』という題で出版された。この小説によって、奴隷制度に関する著書を出した最初期の小説家となり、またアメリカでは最初の女性小説家となった。この本はニューイングランドの美徳を国の繁栄のために従うべきモデルとして取り込んでもおり、即座に成功した出版となった。また国内のアフリカ人奴隷をアフリカのリベリアに移して自由の身とさせることを支持していた。第2版（1852年）の序文では、次のように書いていた。
この本は、奴隷制度が如何に奴隷を絶対的に傷つけ人間性を奪うか、また主人の人格も奪い、その世界の心理的、道徳的、また技術的進歩を阻害するかについて記述している。
ジョン・ブレイク牧師が『ノースウッド: 北と南の生活』を称賛し、ヘイルにボストンに来て自分の雑誌「レディース・マガジン」の編集者を務めてくれるよう依頼した。ヘイルが同意し、1828年から1836年までボストンで編集者を務めたが、彼女は編集者（エディター）と呼ばれるよりもその女性形である「エディトレス」と呼ばれることを好んだ。ヘイルはその雑誌が女性の教育に役立つことを望んでおり、「女性が男性の既得権を侵害し、あるいは特権の中に侵入するというのではなく、個々の人がその世界の中で（男性の）知性や道徳的性格に援助を与えるというものである」と記していた。『メリーさんのひつじ』（当初の題は「メアリーの子羊」であり、その後"Mary Had a Little Lamb"、直訳で「メアリーは小さな子羊を持っていた」となった）が入った詩集『私たちの子供のための詩』は1830年に出版された。この詩は、当時の女性の多くがそのために書いていた「聴衆」である子供達のために書かれた。
ヘイルは1833年に海員援助協会を設立し、海で亡くなったボストンの船員の遺族支援を始めた。
フィラデルフィアのルイス・アントワーヌ・ゴディがその雑誌「ゴディのレディズブック」(en:Godey's Lady's Book)の編集者としてヘイルの雇用を望んだ。「レディース・マガジン」（現在は「アメリカン・レディース・マガジン」）を買収し、自分の雑誌と合併させた。1837年、ヘイルは拡大された雑誌「ゴディのレディズブック」の編集者として仕事を始めたが、まだ末っ子のウィリアムがハーバード・カレッジに就学中だったため、ボストンで編集することに固執した。ヘイルは1877年に退職するまで40年間「ゴディのレディズブック」の編集者を続けた。退職したのはもう90歳になろうという時だった。この編集者であった期間に、その雑誌に詩や韻文を寄稿した重要な女性としては、リディア・シゴーニー、キャロライン・リー・ヘンツ、エリザベス・F・エレット、フランシス・サージェント・オズグッドが居た。その他著名な寄稿者としては、ナサニエル・ホーソーン、オリバー・ウェンデル・ホームズ・シニア、ワシントン・アーヴィング、ジェイムズ・ポールディング、ウィリアム・ギルモア・シムズ、ナサニエル・パーカー・ウィリスが居た。この期間、ヘイルはアメリカ人のテイストについて最大級に重要で影響力がある者になっていた。当時「ゴディのレディズブック」にはそこそこの競合誌が無く、21世紀の出版界では考えられないような影響力があった。この雑誌は女性の衣料だけでなく、国内の建築にまで流行に影響を与える能力があったとされている。「ゴディのレディズブック」に掲載された家の計画図は、全国の家屋建設者が真似た。
この間に、ヘイルは多くの小説や詩を書き、その生涯で50冊近い書籍を出版した。1840年代に始まり、毎年出版されるギフトブックの「オパール」も何度か編集した。

## 晩年と死
ヘイルは1877年、89歳のときに編集者を引退した。同年、トーマス・エジソンは新しく発明した蓄音機のために最初に録音する言葉として『メリーさんのひつじ』の1番を選んだ。ヘイルは1879年4月30日、フィラデルフィアのロカスト通り1413にあった自宅で死んだ。スプルース通り922には青い歴史標識が立っている。フィラデルフィア市ローレルヒル墓地にある質素な墓に埋葬されている。

## 考え方

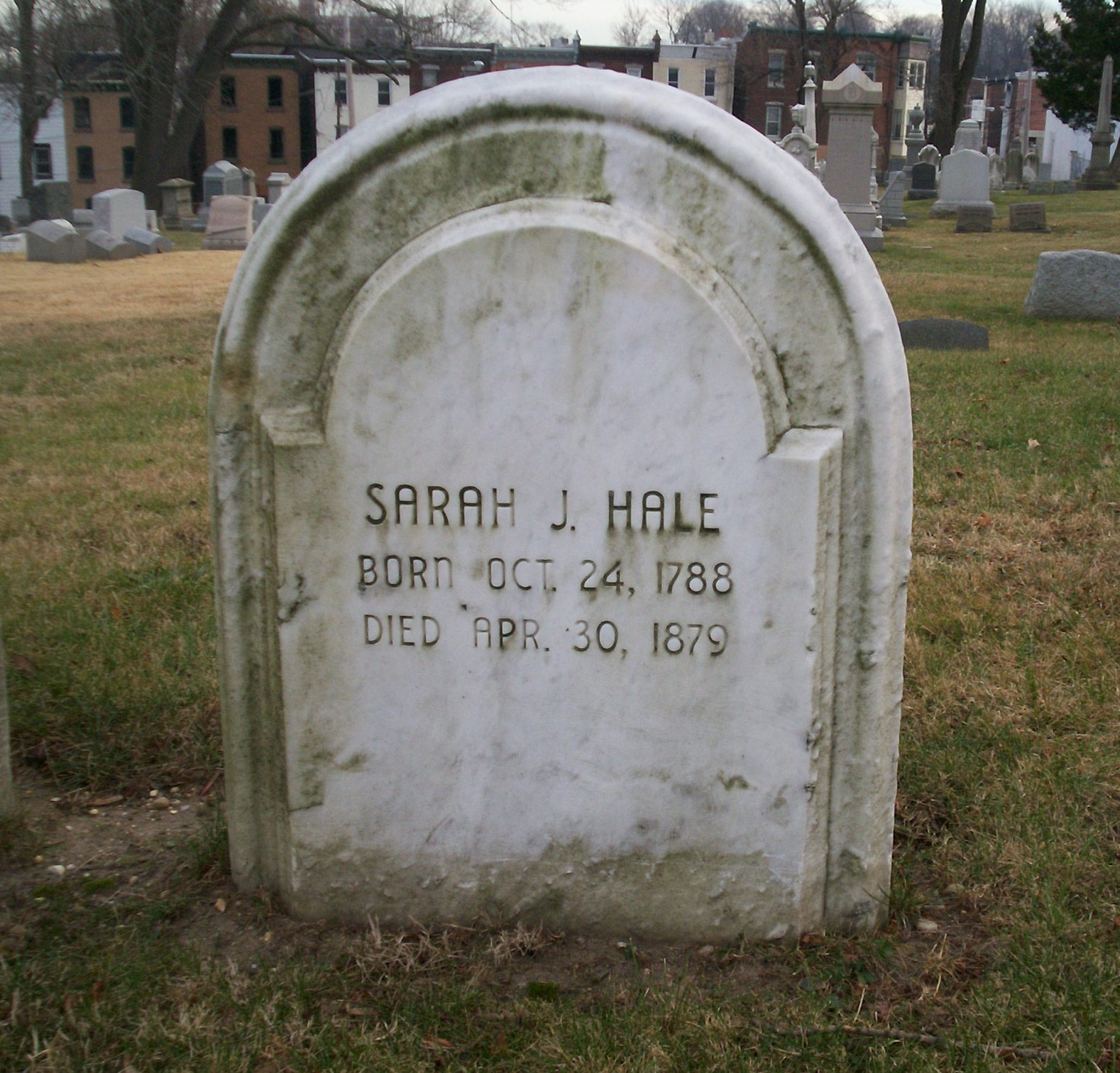
Gフィラデルフィア市ローレルヒル墓地にあるサラ・ジョセファ・ヘイルの墓

ヘイルは成功した人気のある編集者であり、ファッション、料理、文学、道徳の分野で中流階級の女性のテイストの権威者として尊敬された。しかし、彼女の作品で、お決まりの性による役割を、特に家庭における女性の役割、それを拡張しようとしている女性の役割を補強した。例えば、女性は社会の道徳を形成したと考え、道徳的に高揚させる小説を書くことを女性に奨励した。「政治的生活の大洋が、アメリカの男性の間にある党派的熱情の嵐で持ち上げられ、暴れている一方で、平和と善意の真の保持者としての女性が、あらゆる穏やかな感覚を注意深く養成すべきである」と記していた。ヘイルは女性参政権を支持しなかったが、その代わりに男性有権者に影響する「秘密で、黙した女性の影響力」を信じていた。
ヘイルは教育を推進し。究極的に女性を労働力に加えることを提唱した。子供にとって重要な学習経験として遊びと体育を支持した。1829年、ヘイルは、「肉体的健康とその推進者の快活さが道徳観の幸せな調子を促進し、成功する知的な活動に全く欠かせないものである」と記した。ヘイルは女性に高等教育を与えることを早くから提唱しており、ニューヨーク州のヴァッサー大学設立に貢献した。女性教育に関する推奨は「レディース・マガジン」を編集したときに始まり、引退するまで続いた。女性教育について少なくとも17の記事や論説を書いており、女子大学という概念がまだ馴染まなかった時代に、それを受け入れられるようにした。1860年、ボルチモア女子大学がヘイルに「女子教育にたいする特筆される貢献」に対してメダルを授与した。さらに、編集者として1852年からは、「女性の雇用を目指す部門を作り、労働力として組み込まれようとする女性を議論させた。ヘイルはキャサリン・ビーチャーやエマ・ウィラードなど女性教育の初期提唱者の作品も出版した。
ヘイルはアメリカ国家と連邦を強く提唱する者にもなった。1820年代と1820年代、他のアメリカの雑誌が単にイギリスの定期刊行物の記事を集めて再版しているだけだったので、ヘイルはアメリカ人作家の作品を出版することに固執したアメリカ人編集者集団の指導的存在だった。実際に「レディース・マガジン」に掲載した記事の半分を自ら執筆した場合もあったことを意味した。後年、フロンティアやアメリカ独立戦争中を舞台にした歴史小説など、アメリカ的主題の小説を特に好んで出版した。頑として奴隷制度に反対し、北軍を強く支持した。統合されたアメリカ文化と国家の応援に雑誌のページを使い、南部人と北部人が協力してイギリスと戦い、あるいは南部人と北部人が恋に落ちて結婚するというような話を掲載することが多かった。

## 遺産

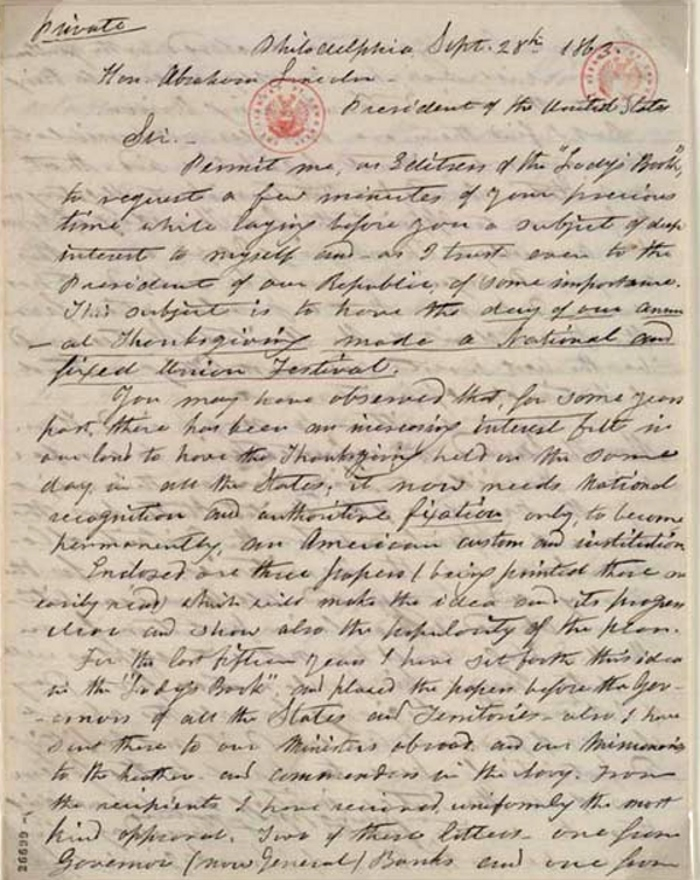
ヘイルからエイブラハム・リンカーンアメリカ合衆国大統領に送った手紙。1863年、感謝祭について論じている

ヘイルはアメリカ合衆国で感謝祭を国民の祝日にすることに、最も寄与した人物と言ってよいかもしれない。感謝祭はそれまでニューイングランドでのみ祝われていた。各州がそれぞれの祝日を決めており、早い州では10月、遅い州では1月の場合もあった。南部では認知度が低かった。ヘイルに拠る国民の祝日制定の提案は1846年から始まり、結実まで17年間掛かった。提案した国民の祝日を推進するために、ザカリー・テイラー、ミラード・フィルモア、フランクリン・ピアース、ジェームズ・ブキャナン、エイブラハム・リンカーンと5人の大統領に手紙を書いた。当初の手紙では説得できなかったが、リンカーンに出した手紙で、1863年、感謝祭を国民の祝日として制定する法への支持を取り付けた。この新しい国民の祝日は南北戦争の歪の後の再度統合を進めた時代に検討された。感謝祭を国民の祝日とするまで、アメリカ合衆国で祝われていた数少ない祝日は、ワシントンの誕生日と独立記念日だった。
ヘイルはジョージ・ワシントンのものだったマウントバーノン・プランテーションを、アメリカ合衆国の南部も北部も支持できる愛国主義のシンボルとして保存するために動いた。
ヘイルはボストンでバンカーヒル記念塔の完成のために3万ドルの寄付を集めた。その建設が滞ったときに、読者に寄付を呼びかけ、またクインシー・マーケットで1週間の工芸品祭も組織した。オプラ・ウィンフリーとマーサ・スチュワートが共同で「ヘイルが組織したクインシー・マーケットでの巨大に工芸祭は」ベイク・セール（手作り菓子などを販売するバザー）以上のものであり、「軽食が販売された...しかし僅かな利益が得られただけだった」と説明している。この祭では手作りの宝石、キルト、バスケット、ジャム、ジェリー、ケーキ、パイが売られ、またワシントン、ジェームズ・マディソン、ラファイエット侯爵からの自署手紙も売られた。ヘイルは「バンカーヒルの戦いを記念する高さ221フィート (67.4 m) のオベリスク建設を確かなものに」した。
リバティ船第1538号（就役1843年-1972年）はヘイルの栄誉を称えて名付けられた。ニューヨーク市ブルックリンのディーン通りと4番街の角にあるニューヨーク市教育委員会職業高校も同様だった。しかし、この学校は2001年に閉校になった。
権威ある文学書のサラ・ジョセファ・ヘイル賞はヘイルにちなむ命名である。
ニューハンプシャー州歴史協会が作ったバブルヘッド人形（首振り人形）のシリーズ第4作はヘイルを顕彰して作られた。ニューハンプシャー州コンコードの歴史博物館店舗で販売されている。
アメリカ聖公会の聖人カレンダーでは命日の4月30日がヘイルの日とされている。

## 著作
- 忘却の天才; その他創作詩. J. B. Moore. (1823)
- ノースウッド. Bowles & Dearborn. (1827)
- アメリカ的生活の特徴. E.L. Carey & A. Hart. (1835)
- アメリカ的性格のスケッチ. H. Perkins. (1838)
- 善良なハウスキーパー. Weeks, Jordan. (1839)
- ノースウッド、あるいは北と南の生活. H. Long & Brother. (1852)
- 『リベリア、あるいはペイトンの実験』(1853年)
- フローラの解釈者、あるいは花と感情のアメリカ本. B. Mussey. (1853)
- 新しい家計簿. T Nelson & Son. (1854)
- 女性の記録: あるいは傑出した女性全てのスケッチ、創世記から西暦1854年まで. Harper & Bros.. (1855)
- Sarah Josepha Buell Hale, ed (1849). 若者のためのメアリー叔母さんの新しい話. J. Munroe & Company
- マナー; あるいは幸福な家庭と良き社会. J. E. Tilton and Company. (1868)